# Wings Greatest
Wings Greatest ist das achte Musikalbum der Gruppe Wings. Es ist das elfte Album von Paul McCartney nach der Trennung der Beatles und sein erstes Kompilationsalbum. Es wurde am 27. November 1978 in den USA und am 1. Dezember 1978 in Großbritannien veröffentlicht.

## Entstehung
Nachdem im Oktober 1975 das Kompilationsalbum Shaved Fish von John Lennon und im darauffolgenden Monat Blast from Your Past von Ringo Starr erschienen, folgte ein Jahr später, im November 1976, ein Kompilationsalbum von George Harrison mit dem Titel The Best of George Harrison. Außer Paul McCartney verlängerte kein Ex-Beatle den Plattenvertrag mit der EMI, nachdem der Vertrag mit Apple Records am 26. Januar 1976 auslief.
Ab dem Jahr 1979 bis einschließlich 1984 war Paul McCartney in den USA und Kanada bei der Tonträgergesellschaft Columbia Records unter Vertrag. Capitol Records konnte so im Dezember 1978 noch ein Kompilationsalbum von Paul McCartney veröffentlichen, das mit dem Namen Wings Greatest betitelt wurde.
Das Lied Another Day ist die A-Seite einer Paul-McCartney-Single und Uncle Albert/Admiral Halsey stammt von dem Album Ram von Paul und Linda McCartney. Somit sind beide Titel keine Wings-Lieder. Weiterhin enthält das Album nicht den Nummer-eins-Hit aus den USA Listen to What the Man Said sowie die USA-Top-Ten-Hits Helen Wheels und Maybe I’m Amazed (live). Der Top-Ten-Hit aus Großbritannien Mary Had a Little Lamb ist ebenfalls nicht auf dem Album enthalten.
Wings Greatest enthält neun Top-Ten-Hits aus Großbritannien beziehungsweise elf US-amerikanische Top-Ten-Hits, davon fünf US-amerikanische Nummer-eins-Hits. Mull of Kintyre erreichte in den USA nicht die Top Ten, war aber bis zum Veröffentlichungsjahr des Albums der einzige Nummer-eins-Hit von Paul McCartney in Großbritannien.
In Bulgarien wurde das Album Wings Greatest ohne das Lied Live and Let Die veröffentlicht. In Italien wurde das Album auch auf blaues Vinyl gepresst.

## Covergestaltung
Das Cover zeigt eine kleine Statue, die auf einen schneebedeckten Berg in Zermatt, Schweiz, gestellt und von Angus Forbes fotografiert wurde. Das Design wurde von Hipgnosis gestaltet. Die Statue wurde nochmals für das Cover des kommenden Studioalbums Back to the Egg verwendet.

## Titelliste
Seite 1
1. Another Day – 3:39
2. Silly Love Songs – 5:51
3. Live and Let Die – 3:09
4. Junior’s Farm – 4:18
5. With a Little Luck – 5:42
6. Band on the Run – 5:08

Seite 2
1. Uncle Albert/Admiral Halsey – 4:38
2. Hi, Hi, Hi – 3:05
3. Let ’Em In – 5:07
4. My Love – 4:05
5. Jet – 4:04
6. Mull of Kintyre – 4:40

## Wiederveröffentlichungen
- Am 21. April 1984 wurde das Album in Japan erstmals auf CD veröffentlicht. Der CD liegt ein zweifach aufklappbares bebildertes Begleitblatt bei.[3] In Europa wurde die CD in 1987 veröffentlicht.[4]
- Am 9. August 1993[5] wurde die CD in einer von Peter Mew erneut remasterten Version veröffentlicht. Der CD liegt ein vierseitiges bebildertes Begleitheft bei.[6]
- Im Juli 2010 wurde das Album im Download-Format veröffentlicht.
- Am 18. Mai 2018 wurde das auf 180 Gramm blauem Vinyl gepresste Album von Capitol Records veröffentlicht.[7] Die CD hat ein aufklappbares Pappcover. Die Lieder wurden in den Vorjahren (2010–2016) remastert, für das Album wurde With A Little Luck und Uncle Albert / Admiral Halsey (Single Edit) neu remastert.[8][9]

## Chartplatzierungen
| ChartsChartplatzierungen       | Höchstplatzierung | Wochen |
| ------------------------------ | ----------------- | ------ |
| Deutschland (GfK)              | 18 (14 Wo.)       | 14     |
| Vereinigtes Königreich (OCC)   | 5 (32 Wo.)        | 32     |
| Vereinigte Staaten (Billboard) | 29 (18 Wo.)       | 18     |

## Auszeichnungen für Musikverkäufe
| Land/Region                  | Auszeichnungen für Musikverkäufe (Land/Region, Auszeichnung, Verkäufe) | Verkäufe  |
| ---------------------------- | ---------------------------------------------------------------------- | --------- |
| Hongkong (IFPI/HKRIA)        | Gold                                                                   | 10.000    |
| Kanada (MC)                  | Platin                                                                 | 100.000   |
| Neuseeland (RMNZ)            | 2× Platin                                                              | 40.000    |
| Vereinigte Staaten (RIAA)    | Platin                                                                 | 1.000.000 |
| Vereinigtes Königreich (BPI) | Platin                                                                 | 300.000   |
| Insgesamt                    | 1× Gold · 5× Platin ·                                                  | 1.450.000 |

Hauptartikel: Paul McCartney/Auszeichnungen für Musikverkäufe